# Fat Mattress

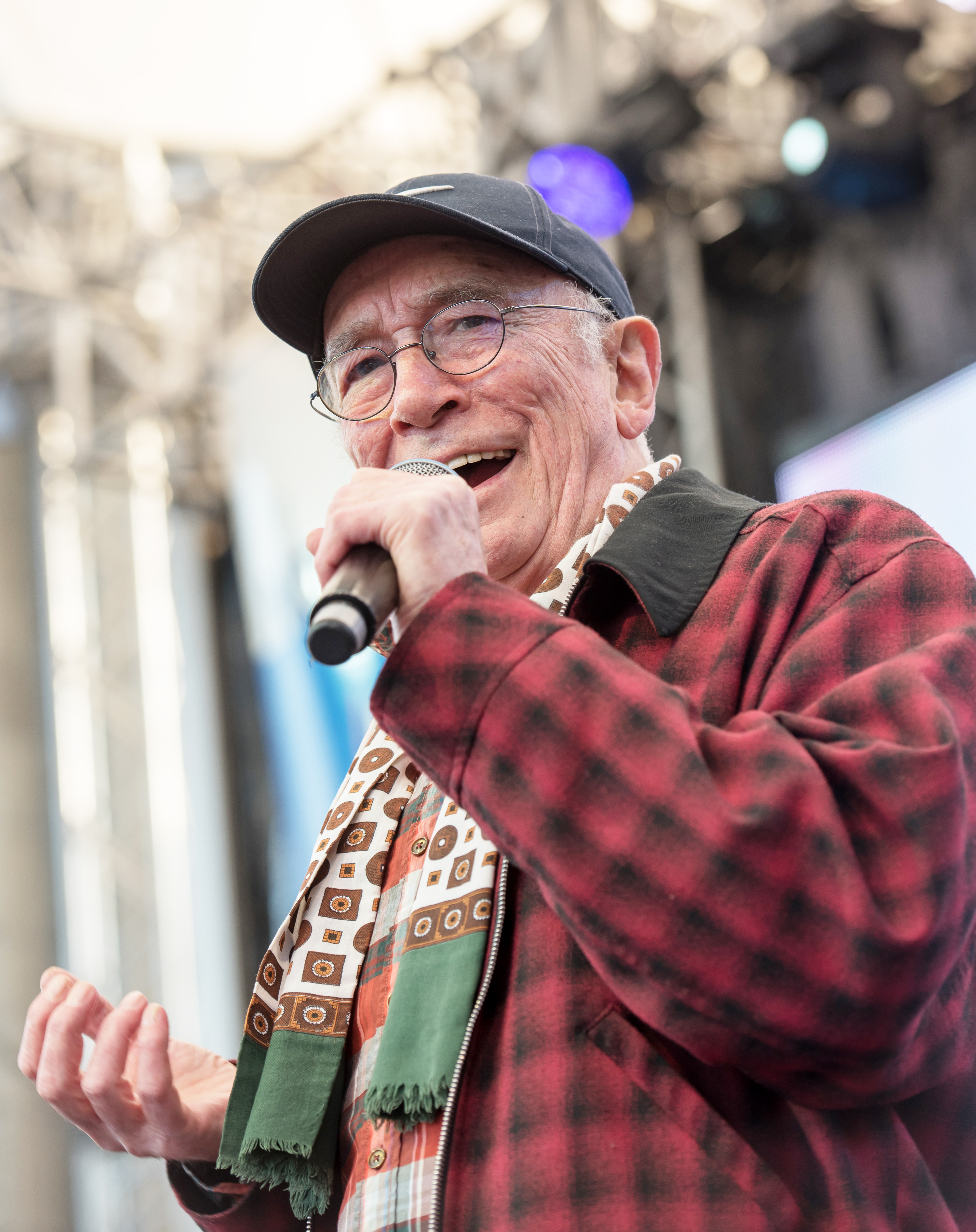
Sänger Neil Landon beim Hafengeburtstag 2017

Die britische Rockgruppe Fat Mattress wurde von Noel Redding 1968 gegründet und bestand bis in die frühen 1970er Jahre.

## Geschichte
Redding, der Bassgitarrist bei der Gruppe Jimi Hendrix Experience, startete kurz vor dem Ende dieser Gruppe Fat Mattress, um dort als Gitarrist tätig zu werden. Er heuerte Jim Leverton, Neil Landon und Pete Kircher an. (Kircher wurde später durch den Drummer Eric Dillon ersetzt.)
Landon, Leverton und Redding waren schon seit 1962 miteinander befreundet. Zusammen tourten sie mit ihrer Gruppe Neil Landon And The Burnettes bis 1965 durch deutsche Clubs, dann lösten sie sich auf.  Leverton spielte danach Bass bei den Walker Brothers und für ihren Hit The Sun Ain’t Gonna Shine Anymore, Neil Landon war Sänger bei den Flowerpot Men und sang ihren Hit Let’s Go To San Francisco.
1968 kamen die drei Musiker mit Kircher am Schlagzeug als Fat Mattress wieder zusammen. 
Sie bekamen einen Vertrag von Polydor und brachten im Herbst 1969 ihre erste LP Fat Mattress heraus. Allein in den USA verkauften sie davon eine halbe Million. Nachdem sie bisher immer als Vorgruppe gespielt hatten, tourten sie jetzt selbst durch die USA. Redding und Leverton fielen aus und wurden durch Mick Weaver und Steve Hammond ersetzt. Als sie wieder in Großbritannien waren, spielten sie ihr zweites Album Fat Mattress II ein, lösten sich danach aber auf.
Redding nahm dann in Irland weitere Platten auf. In den 1990er Jahren tourte er mit der Schweizer Band More Experience, die Hendrix-Songs spielt. Jim Leverton spielte Bass für Steve Marriott, Eric Dillon wechselte die Branche und wurde Pilot, Neil Landon zog nach Hamburg und arbeitete dort bis zu seinem Tod am 26. März 2020 als Sänger. Pete Kircher ging zu Status Quo.

## Diskografie
- Fat Mattress oder Magic Forest (1969)

Tracks: All Night Drinker; I Don't Mind; Bright New Day; Petrol Pump Assistant; Mr. Moonshine; Magic Forest; She Came In The Morning; Everything's Blue; Walking Through A Garden; How Can I Live. Nur in späteren Re-Issues: Little Girl In White; Margerita; Which Way To Go; Future Days; Cold Wall Of Stone
- Fat Mattress II (1970)

Tracks: The Storm; Anyway You Want; Leafy Lane; Naturally; Roamin'; Happy My Love; Childhood Dream; She; Highway; At The Ball; People. Nur in späteren Re-Issues: Hall Of Kings; Long Red; Words; The River
- The Black Sheep Of The Family (2003) Doppel-CD

Anthologie mit allen Platten und zusätzlich Songs ihrer geplanten, aber nicht verwirklichten LP Fat Mattress III